# Operatie Zahnarzt
Operatie Zahnarzt (Duits: Unternehmen Zahnarzt) was een Duitse militaire operatie tijdens de Tweede Wereldoorlog met als doel het Amerikaanse 3e Leger in Luxemburg te vernietigen. De operatie zou onmiddellijk volgen na Operatie Nordwind, het Duitse offensief in Elzas-Lotharingen.

## Geschiedenis
Het plan van Zahnarzt was om het Amerikaanse 3e Leger, dat onder leiding stond van generaal George S. Patton, middels een tangbeweging te omsingelen en het op die manier te vernietigen.
Al tijdens Operatie Nordwind, dat begon op 1 januari 1945, werden enkele kleinschalige aanvallen uitgevoerd op de Amerikaanse linies. De Duitse aanvallen werden echter keer op keer afgeweerd door troepen van de Amerikaanse 44e, 63e en 100e Infanteriedivisies. De Amerikanen hadden bovendien steun van de Franse 2e Pantserdivisie. De Duitsers bleven herhaaldelijk aanvallen, maar door hevig artilleriegeschut gecombineerd met enkele luchtaanvallen en het slechte weer, zorgde ervoor dat het momentum voor de Duitsers al voorbij was voor het offensief daadwerkelijk was begonnen. Tevens slaagde de geallieerde erin de Duitse bevoorradingslijn af te snijden, waardoor de Duitsers al na enkele dagen, op 4 januari, werden gedwongen om Operatie Zahnartz af te blazen. Het was een van de laatste grootschalig geplande Duitse offensieven in de Tweede Wereldoorlog.